# ماگو
ماگو نویسنده ای از اهالی کارتاژ بود که در احتمالاً در سده دوم قبل از میلاد می زیست و ظاهراً کتابی در باب کشاورزی نوشته بود.
اندکی پس از انهدام کارتاژ (۱۴۶ ق م) سنای روم فرمان داد تا اثر مهم وی که تاریخش نامعلوم است به لاتینی ترجمه شود. این اثر که به زبان کارتاژی نوشته شده بود (از لهجه‌های فنیقی‌) سخت مورد توجه رومیان قرار گرفت و ظاهراً با وسعت زیادی مورد استفادهٴ نویسندگان مطالب کشاورزی واقع شد. کولوملا، ماگو را پدر کشاورزی نامید.
اصل متون کارتاژی و لاتینی مفقود شده، ولی قطعات کمی از ترجمهٴ یونانی کاسیوس دیونیسیوس در دست است.